# Cryptus longiterebratus
Cryptus longiterebratus är en stekelart som först beskrevs av Jonathan 2000.  Cryptus longiterebratus ingår i släktet Cryptus och familjen brokparasitsteklar. Inga underarter finns listade i Catalogue of Life.